# Bromuro de platino (IV)
El bromuro de platino (IV) es un compuesto inorgánico de fórmula PtBr4. Es un sólido de color marrón. Su uso es poco habitual y su interés se centra principalmente en la investigación académica. Es un componente de un reactivo utilizado en el análisis inorgánico cualitativo.
Desde el punto de vista estructural, es un polímero inorgánico formado por octaedros de PtBr6 interconectados.